# Єше Рінчен
Єше Рінчен (тиб. ཡེ་ཤེས་རིན་ཆེན; 1248– 1294) — 4-й діші (імператорський наставник) Тибету в 1286—1291 роках.

## Життєпис
Походив з аристократичного роду з області Шаншун (західний Тибет). Старший син Чукпо Єцун К'яба, настоятеля підшколи Шарпа (Східної) школи Сак'я. Народився 1248 року. Здобув класичну освіту для представників сак'яської школи підорудою Пагба-лами. З 1274 року перебував при дворі останнього в Сінкуні.
1286 року рішенням юаньського імператора Хубілая отримує посаду діші. Втім відбувається подальше зменшення цивільного та політичного впливу діші в Тибеті, де фактично керували дпон-чени, призначені імператором. Останній наказав 1287 року провести новий перепис населення, що стало приводом до повстання, яке очолила школа Дрікунґ Каґ'ю. Воно тривало до 1290 року, коли зрештою юаньські війська здобули перемогу, а потім пройшли до кордонів Ассаму.
1291 року давнійпокравитель підшколи Шарпа — державний міністр Санге був страчений за наказом Хубілая. В результаті становище Єше Рінчен при дворі послабилося. Тому він пішовз посади діші, яку отримав Дракпа Одзер.
Решту життя провів у буддійському монастирі на горі Утайшань, де помер 1294 року.